# Sadawangi
Sadawangi is een bestuurslaag in het regentschap Majalengka van de provincie West-Java, Indonesië. Sadawangi telt 5613 inwoners (volkstelling 2010).